# José Eduardo Bernal
José Eduardo Bernal Chong (David, Chiriquí, 20 de agosto de 2002) es un futbolista panameño que juega como delantero en el Deportivo Pasto de la Categoría Primera A de Colombia.

## Trayectoria

### Atlético Chiriquí
Se formó en las categorías inferiores del Atlético Chiriquí formando parte del segundo equipo del club jugando la Liga Prom en donde jugó el Torneo Apertura 2021 Liga Prom llegando hasta la semifinales de la conferencia oeste, el Torneo Clausura 2021 Liga Prom llegando nuevamente hasta la semifinales de la conferencia oeste. Su debut profesional con el primer equipo fue el 6 de febrero de 2022 en la derrota 0 a 3 contra el CA Independiente en el Estadio San Cristóbal en donde fue titular y jugó hasta el minuto 46. En el Torneo Apertura 2022 jugó 6 partidos llegando hasta las semifinales, en el Torneo Clausura 2022 jugó 2 partidos y anotó 1 gol, en el Torneo Apertura 2023 jugó 16 partidos y anotó 2 goles.

### Deportivo Pasto
El 18 de julio del 2023 fue anunciado como nuevo jugador del Deportivo Pasto. Su debut con el club fue el 3 de septiembre de 2023 en la derrota 4 a 0 contra el Deportivo Cali en el Estadio Deportivo Cali en donde fue suplente y entró al minutó 46 por Daniel Moreno Mosquera. En el Torneo Finalización 2023 jugó 3 partidos y anotó 1 gol.

## Selección nacional

### Categorías inferiores
Fue llamado por Jorge Dely Valdés para la selección sub-23 de Panamá para disputar el Torneo Maurice Revello de 2023 celebrado en Francia. Saliendo campeón de dicho torneo en donde jugó 5 partidos y anotó 2 goles.

### Selección absoluta
Hizo su debut con la selección absoluta  el 27 de agosto de 2023 en la victoria 2 a 1 contra Bolivia en un partido amistoso. El partido se jugó en el Estadio Félix Capriles en Bolivia en donde fue suplente y entró al minutó 69 por Ricardo Phillips Hinds.

### Participaciones en Selección Nacional
| Copa                        | Categoría | Sede    | Resultado | Partidos | Goles |
| --------------------------- | --------- | ------- | --------- | -------- | ----- |
| Torneo Maurice Revello 2023 | Sub-23    | Francia | Campeón   | 5        | 2     |

## Clubes
| Club              | País     | Año             |
| ----------------- | -------- | --------------- |
| Atlético Chiriquí | Panamá   | 2021-2023       |
| Deportivo Pasto   | Colombia | 2023-2024       |
| Club Llaneros     | Colombia | 2025            |
| Deportivo Pasto   | Colombia | 2025 - Presente |